# Sminthurides malmgreni
Espèce
Synonymes
- Sminthurus malmgreni Tullberg 1877
- Sminthurus elegantulus Reuter, 1883
- Sminthurus socialis Folsom, 1896
- Sminthurides ludovicianus  Folsom & Mills, 1938

Sminthurides malmgreni est une espèce de collemboles de la famille des Sminthurididae.
Cette collembole est adaptée à la vie aquatique (à la surface de l'eau), comme Podura aquatica qui lui est parfois associée.

## Distribution
Cette espèce est largement présente dans l'hémisphère nord, on la trouve couramment en Amérique du Nord, en Europe et en Asie, jusqu'en zone sub-arctique,. Elle a probablement été introduite par l'homme dans les îles subantarctiques, sa présence comme espèce exotique ayant été signalée sur l'Île Macquarie.

## Description

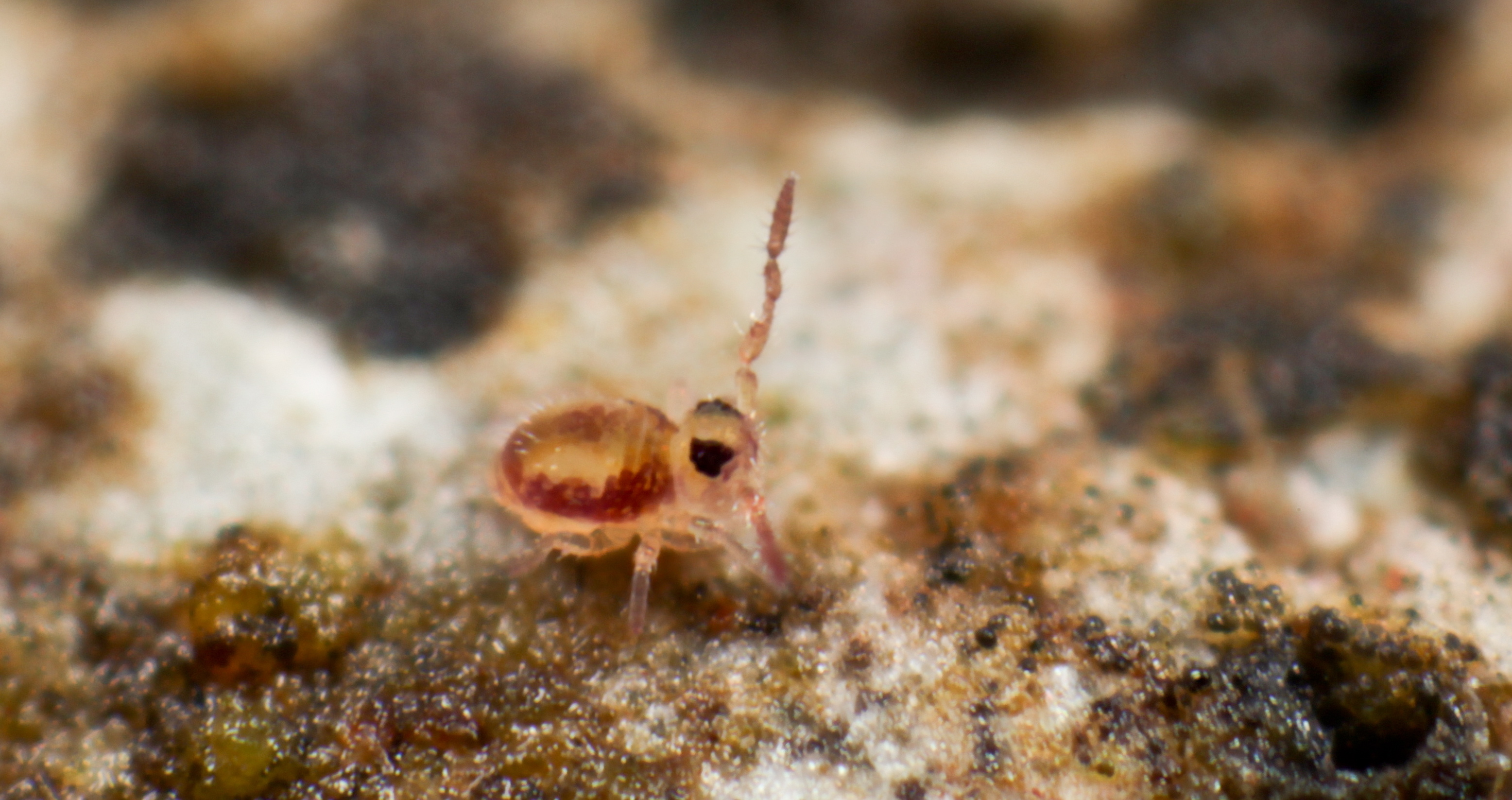
Sminthurides malmgreni ♂

Sminthurides malmgreni mesure généralement environ 1 mm, et est de couleur jaune doré à orangé (couleur qui le camoufle bien dans les environnements riches en feuilles mortes flottantes ou déposées sur les berges). Son corps est arrondi. Sa tête porte une paire de taches oculaires (chacune formée de 8 ocelles) et une unique paire d'antennes. Sa cuticule externe est fortement hydrophobe, ce qui lui permet de marcher sur l'eau, où il passe une partie de sa vie, en utilisant la surface de l'eau comme une membrane élastique, grâce à la tension superficielle. Sa furcula munie d'un mucron aplati et élargi en forme de palette natatoire lui permet de sauter sur la surface de l'eau, formant ainsi des ronds dans l'eau qui sont en réalité des ondes de choc se propageant de façon concentrique.

## Écologie
Sminthurides malmgreni fait partie de la microfaune des berges, de l'eau mares, canaux) et plus généralement des zones très humides. Sa présence sur l'eau est saisonnière, avec des agrégations plus ou moins marquées selon l'heure et le dérangement des individus. Ces regroupements sont probablement induits par des phéromones d'agrégation, démontrées chez d'autres espèces de collemboles.

## Reproduction
Sa reproduction est sexuée, les mâles étant plus petits que les femelles comme chez tous les collemboles. Comme tous les Sminthurididae il présente un fort dimorphisme sexuel, les antennes des mâles possédant un organe d'accrochage qui saisit les antennes de la femelle lors des parades sexuelles précédant le dépôt des spermatophores.

## Systématique et taxinomie
Cette espèce a été décrite sous le protonyme Sminthurus malmgreni par Tycho Fredrik Hugo Tullberg en 1877.

## Publication originale
- Tullberg, 1877 : Collembola borealia. - Nordiska Collembola.  Öfversigt af Kongliga Vetenskaps-Akademiens Forhandlingen, Stockholm, vol. 1876, no 5, p. 23-42.